# Léon Alexandre Heuzey
Léon Alexandre Heuzey (Rouen, 1 de desembre de 1831 - Auteuil, 8 de febrer de 1922) va ser un arqueòleg francès que va ser rebut el 1885 membre libre a l'Acadèmia de belles arts, i membre a l'Acadèmia de les inscripcions i belles lettres franceses. També va ser membre de l'Escola francesa d'Atenes i conservador al museu del Louvre. Una avinguda de París, l'avenue Léon-Heuzey du el seu nom. El seu sogre, Charles Lecomte, el seu fill, Louis Heuzey i el seu nebot Pierre Heuzey van ser diputats de la Mayenne; un altre nebot, Charles Heuzey, ho fou de la Nièvre.

## Biografia
El 1855, Léon Alexandre Heuzey va iniciar una missió arqueològica al nord de Grècia, a la zona de Macedònia, amb l'objectiu de trobar algunes traces de les grans batalles romanes que van succeir durant el període republicà. Va descobrir aleshores els vestigis d'un gran monument, un palau i una sepultura que no va saber identificar. El 1861 va tornar al mateix lloc amb Honoré Daumet, arran d'una demanda de Napoleó III que manifestava molt d'interès pels camps de batalla de Juli Cèsar en Orient, com amb el de Farsala. La missió es va realitzar en condicions bastant difícils i va caldre deixar-la interrompuda. Amb tot, va revelar algunes antiguitats d'una regió que fins aquell moment no s'havia explorat gaire, i els artefactes que s'hi van descobrir enriquiren les col·leccions del museu del Louvre. L'element que més fama donà a aquesta expedició els dibuixos d'en Daumet, de gran qualitat. Més endavant aquest indret es va identificar com la que havia sigut la primera capital del Regne de Macedònia, Aigéai, abans que la capitalitat es transferís a Pel·la. Excavacions posteriors hi van descobrir tombes reials, sobretot arran de les recerques de Manólis Andrónikos el 1977. Entre aquestes es troba la tomba de Felip II, el pare d'Alexandre el Gran.

## Obres
- Henri Daumet, Léon Heuzey, Mission archéologique de Macédoine, Paris, Librairie Firmin Didot, 1876
- Nouvelles fouilles de Tello, 1914
- Découvertes en Chaldée / par Ernest de Sarzec ... ouvrage accompagné de planches. Publié par les soins de Léon Heuzey ... avec le concours de Arthur Amiaud et François Thureau-Dangin pour la partie épigraphique, sous les auspices du Ministère de l'instruction publique et des beaux-arts, 1884-1912
- Mission française de Chaldée / par le Commandant Gaston Cros, publiées avec le concours de Léon Heuzey et François Thureau Dangin. 1, 1ère livraison, 1910
- Restitution matérielle de la stèle des vautours, restitution archéologique, 1909
- Fouilles d'Osuna en Espagne, 1904
- Archéologie orientale, 1902
- Catalogue des antiquités chaldéennes : sculpture et gravure à la pointe; 1902
- Une villa royale chaldéenne vers l'an 4000 avant notre ère : d'après les levés et les notes de M. de Sarzec, 1900
- Le Buste d'Elché et la mission de M. Pierre Paris en Espagne ..., 1897
- Les armoiries chaldéennes de Sirpoula, 1894
- Nouveaux Monuments du roi Our-Nina découverts, 1893
- Du principe de la draperie antique, Lu dans la séance publique annuelle des cinq Académies du 25 octobre 1892
- Mélanges d'archéologie et d'épigraphie [Texte imprimé] / Réunis par Th. Homolle et précédés d'une notice sur Albert Dumont par L. Heuzey, 1892
- Catalogue des figurines antiques de terre cuite du musée du Louvre, 1891
- Statues espagnoles de style gréco-phénicien (question d'authenticité), 1891, Revue d'assyriologie et d'archéologie orientale, Second volume. No III
- Les origines orientales de l'art : recueil de mémoires archéologiques et de monuments figurés, 1891-1915
- Un Palais chaldéen, 1888
- Les opérations militaires de Jules César: étudiées sur les terrain par la mission de Macédoine, 1886
- Histoire du costume dans l'antiquité classique, 1876